# Lilla Kopparetjärnen
Lilla Kopparetjärnen är en sjö i Årjängs kommun i Värmland och ingår i Göta älvs huvudavrinningsområde.